# Camponotus irritabilis
Camponotus irritabilis är en myrart som först beskrevs av Smith 1857.  Camponotus irritabilis ingår i släktet hästmyror, och familjen myror.

## Underarter
Arten delas in i följande underarter:
- C. i. irritabilis
- C. i. winkleri